# Ander Barrenetxea (football)
Pour les articles homonymes, voir Ander Barrenetxea et Barrenetxea.
Ander Barrenetxea, de son vrai nom Ander Barrenetxea Muguruza, né le 27 décembre 2001 à Saint-Sébastien en Espagne, est un footballeur espagnol qui évolue actuellement au poste d'ailier gauche à la Real Sociedad.

## Biographie

### Real Sociedad
Ander Barrenetxea commence le football à Antiguoko (eu), un club situé dans le quartier de Antigua, à Saint-Sébastien.
Très tôt, il est recruté par la Real Sociedad, où il rejoint le centre de formation. 
Le 7 décembre 2018, il prolonge son contrat avec le club jusqu'en 2025. Le 21 décembre suivant, Barrenetxea fait ses débuts en professionnel face au Deportivo Alavés, alors qu'il n'a que 16 ans, lors d'une rencontre de Liga. Il entre en jeu en fin de partie à la place de Juanmi, et son équipe est battue sur le score de un but à zéro. Cette apparition fait de lui le premier joueur né au XXIe siècle à débuter en Liga, le 26e plus jeune débutant de cette division, et le plus jeune joueur de Real Sociedad depuis la guerre civile espagnole.
Le 12 mai 2019, Barrenetxea est titulaire sur le côté gauche de la Real Sociedad, lors d'une rencontre de championnat face au Real Madrid. Ce jour-là, il inscrit son premier but en professionnel, et son équipe remporte le match par trois buts à un.
Le 18 février 2023, lors d'un match de championnat contre le Celta de Vigo (1-1 score final), Barrenetxea joue son centième match pour la Real Sociedad. Il atteint ce total à seulement 21 ans.
Barrenetxea joue son premier match en Ligue des champions le 20 septembre 2023, contre l'Inter Milan. Il est titularisé et les deux équipes se neutralisent (1-1 score final).

### En sélection nationale
Avec les moins de 18 ans, il inscrit un but lors d'un match amical face au Japon en février 2019.
Barrenetxea est sélectionné avec l'équipe des moins de 19 ans, sélection emmenée par le sélectionneur Santiago Denia, pour participer au championnat d'Europe des moins de 19 ans en 2019. Lors de cette compétition, il joue quatre matchs. L'Espagne atteint la finale du tournoi, qu'elle remporte le 27 juillet 2019 face au Portugal (0-2 score final). Au total, Barrenetxea fait cinq apparitions avec cette sélection, pour une seule titularisation.
Le 8 octobre 2020, Barrenetxea fête sa première sélection avec l'équipe d'Espagne espoirs face aux îles Féroé. Il est titularisé puis remplacé par Brahim Díaz lors de cette rencontre remportée par son équipe (0-2). Il inscrit son premier but avec les espoirs lors de sa deuxième sélection, le 17 novembre 2020 face à l'Israël, participant ainsi à la victoire de son équipe (3-0).

## Statistiques

### Statistiques détaillées
| Saison                | Club                  | Championnat           | Championnat | Championnat | Coupe(s) nationale(s) | Coupe(s) nationale(s) | Supercoupe | Supercoupe | Compétition(s) continentale(s) | Compétition(s) continentale(s) | Compétition(s) continentale(s) | Total | Total |
| Saison                | Club                  | Division              | M.          | B.          | M.                    | B.                    | M.         | B.         | Comp.                          | M.                             | B.                             | M.    | B.    |
| 2018-2019             | Real Sociedad         | Liga                  | 9           | 1           | -                     | -                     | -          | -          | -                              | -                              | -                              | 9     | 1     |
| 2019-2020             | Real Sociedad         | Liga                  | 17          | 0           | 7                     | 3                     | -          | -          | -                              | -                              | -                              | 24    | 3     |
| 2020-2021             | Real Sociedad         | Liga                  | 31          | 3           | 2                     | 0                     | 1          | 0          | C3                             | 6                              | 0                              | 40    | 3     |
| 2021-2022             | Real Sociedad         | Liga                  | 11          | 1           | 1                     | 0                     | -          | -          | C3                             | 4                              | 0                              | 16    | 1     |
| 2022-2023             | Real Sociedad         | Liga                  | 23          | 3           | 1                     | 0                     | -          | -          | C3                             | 1                              | 0                              | 25    | 3     |
| 2023-2024             | Real Sociedad         | Liga                  | 29          | 4           | 3                     | 0                     | -          | -          | C1                             | 7                              | 1                              | 39    | 5     |
| 2024-2025             | Real Sociedad         | Liga                  | 30          | 1           | 7                     | 4                     | -          | -          | C3                             | 10                             | 3                              | 47    | 8     |
| Total sur la carrière | Total sur la carrière | Total sur la carrière | 150         | 13          | 21                    | 7                     | 1          | 0          | -                              | 28                             | 4                              | 200   | 24    |

## Palmarès

### En club
Real Sociedad
- Vainqueur de la Coupe d'Espagne
  - 2020.

### En équipe nationale
- Espagne
  - Vainqueur du championnat d'Europe en 2024.

- Espagne moins de 19 ans
  - Vainqueur du championnat d'Europe des moins de 19 ans en 2019.